# Bambari

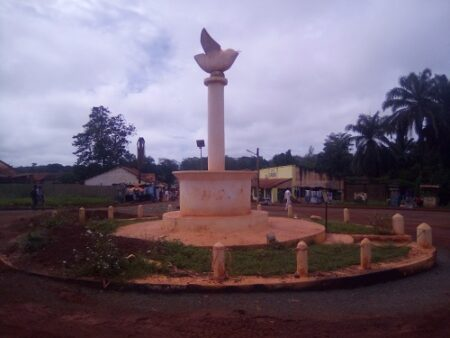
Bambari im Stadtzentrum im Jahr 2020

Bambari ist die fünftgrößte Stadt der Zentralafrikanischen Republik. In der Stadt leben 83.029 Einwohner (2022). Sie ist Hauptstadt der Präfektur Ouaka und liegt auf 475 m Höhe am Fluss Ouaka. Bambari ist eine wichtige Handelsstadt und hat auch einen Flugplatz.

## Verkehr
Bambari liegt an der Route Nationale 2, die von der Hauptstadt Bangui entlang der Südgrenze des Landes bis in den äußersten Südosten der Zentralafrikanischen Republik führt. In der Stadt beginnt die Route Nationale 5, die über Bria und Birao bis in den äußersten Nordosten des Landes an der Grenze zum Sudan führt. Die Entfernung von Bambari nach Bangui beträgt 377 Kilometer.

## Geschichte
Im Rahmen der Multidimensionalen Integrierten Stabilisierungsmission der Vereinten Nationen in der Zentralafrikanischen Republik (MINUSCA) sind in der Stadt auch UN-Soldaten aus Portugal stationiert. Rebellen der Front populaire pour la renaissance de la Centrafrique (FPRC) haben vereinzelt im Dezember 2018 und am 9. Januar 2019 die Stadt attackiert.